# Haskell concurrent
Haskell concurrent amplia Haskell98 amb concurrència explícita.
Els dos conceptes principals en què es basa Haskell concurrent són les Mutable variables MVar α i la possibilitat d'engegar un nou fil d'execució via forkIO.

## Concurrència
forkIOengega un fil d'execució lleuger del planificador del Run Time System que, segons el compilador de Haskell concurrent, pot implementar multitasca cooperativa o bé arrabassadora (ang:preemptive)).
Vegeu "La implementació de concurrència de GHC".
| tipus   | mònada   | generadors                                                          | mòdul                        | descripció |
| ------- | -------- | ------------------------------------------------------------------- | ---------------------------- | --- |
| MVar a  | IO       | newMVar x -- var buida per a un tipus T newEmptyMVar :: IO (MVar T) | Control.Concurrent.MVar      | vars. globals sincronitzades que es buiden en consultar-les doblen la funcionalitat com a * bústia d'un sol element per baldes (ang:locks) * semàfor binari |
| Chan a  | IO       | newChan x                                                           | Control.Concurrent.Chan      | bústia amb cua il·limitada, per baldes (ang:locks) |
| TVar a  | STM / IO | newTVar x -- encapsulable newTVarIO x -- global                     | Control.Concurrent.STM.TVar  | posicions de memòria compartida suporten transaccions de memòria atòmiques                                                                                  |
| TMVar a | STM / IO | newTMVar x -- encapsulable newTMVarIO x -- global                   | Control.Concurrent.STM.TMVar | MVar (bústia de comunicació d'un sol elem.) protegida transaccionalment                                                                                     |
| TChan a | STM / IO | newTChan x -- encapsulable newTChanIO x -- global                   | Control.Concurrent.STM.TChan | bústia de comunicació transaccional amb cua il·limitada |

### accés sincronitzat amb bústies d'un sol element anomenades MVar
En altres llenguatges, per assegurar la correcta actualització d'una variable, cal posar un monitor que impedeix l'accés a altres processos durant la lectura i actualització a la variable sincronitzada.
Aquí la lectura d'una MVar (takeMVar) transfereix l'objecte contingut al fil consumidor, deixant-la buida, provocant que els altres processos que la vulguin llegir hagin d'esperar que el fil productor reposi el contingut actualitzat (amb putMVar), aprofitant així el mecanisme de concurrència per bústies de missatges.
- "takeMVar mvar" bloca el fil d'exec. si mvar estava buida, per tant no disponible
- "putMVar mvar valor" bloca si mvar estava plena, per tant ocupada

Generadors:
```
do
 

 
-- mvar nova amb contingut especificat

 
mvarPlenaInicialment
 
<-
 
newMVar
 
contingut
 
-- newMVar :: t -> IO (MVar t)

 
-- mvar buida per a un contingut de tipus T. especificant el tipus

 
mvarBuidaInicialment
 
<-
 
newEmptyMVar
 
::
 
IO
 
(
MVar
 
T
)

```

Una MVar té tres facetes:
- Variable amb accés sincronitzat
- Bústia de comunicació d'un sol element (takeMVar com a receive, putMVar com a send)
- Semàfor binari (takeMVar com a wait, putMVar com a signal)

```
mvarSemàfor
 
<-
 
newEmptyMVar
 
::
 
IO
 
(
MVar
 
Bool
)

-- engega fil d'exec. i en acabar 

-- desperta el primer dels fils suspesos pendents de la MVar

threadId
 
<-
 
forkIO
 
procés
 
`
finally
`
 
putMVar
 
mvarSemàfor
 
True

...

-- suspèn, tot esperant que el fil d'exec. de ''procés'' acabi

takeMVar
 
mvarSemàfor

```

Darrerament s'hi han afegit crides no blocants (tryTakeMVar, tryPutMVar).
També tenim modifyMVar_ (composició de takeMVar i putMVar que retorna IO ()) i altres novetats.
L'accés a una variable MVar és d'avaluació tardana, per tant el contingut serà avaluat en el consumidor i no en el productor!!.
La versió d'avaluació estricta Control.Concurrent.MVar.Strict del paquet strict-concurrency pretén evitar pèrdues d'espai forçant l'avaluació a Head Normal Form en dipositar un objecte en una MVar (putMVar).
Els fils blocats es desperten per ordre de suspensió (FIFO)."putMVar mvar" desperta el primer dels fils que ha cridat takeMVar amb la mateixa mvar, que s'emporta el valor i la deixa buida.
TMVar de Control.Concurrent.STM.TMVarMVar amb protecció transaccional (Software Transactional Memory)
- takeMVar mvar, si la variable és buida, en comptes de blocar provoca retry transaccional
- putMVar mvar valor, si la variable és plena, en comptes de blocar provoca retry transaccional

### bústies de comunicació amb MVar, Chan, BoundedChan
Canals amb sincronització per baldes (ang: locks).
- MVar: bústies d'un sol element (de Control.Concurrent)
- Chan: bústies amb cua il·limitada (de Control.Concurrent.Chan)
- BoundedChan: bústies limitades (del paquet BoundedChan)

Exemples:
- #Concurrència simple amb MVars - Productor-consumidor
- i afegint-hi un canal asíncron a #Client-servidor - Cues d'entrada (Chan)

### forkOS: llançament de fils d'execució lligats al del sistema (Bound threads)
Creació de fils d'execució per a crides FFI a biblioteques externes o a biblioteques amb allotjament local al fil.
GHC assigna habitualment els fils d'exec. lleugers de la multitasca GHC llançats amb forkIO, en relació N-M amb els fils del sistema (hi ha un fil del sistema per cada processador elemental, anomenats capability sobre els quals s'executen els llançats amb forkIO).
forkOS: Per poder fer ús de característiques específiques dels fils d'execució del sistema, forkOS facilita el llançament d'un fil d'execució en relació 1-1 amb els del sistema (Fils d'execució "lligats als del sistema" (Bound threads)), facilitant l'ús de crides externes (FFI: Foreign Function Interface) en un fil, o bé l'ús d'allotjament lligat al fil d'execució. Biblioteques com OpenGL requereixen aquest ús.

### modalitats de llançament
Vegeu ref.
- llançament de fil lleuger (els del planificador RTS):[14]

```
forkIO
 
::
 
IO
 
()
 
{- procés -}
 
->
 
IO
 
ThreadId

```

- llançament de fil lligat al del sistema:[15]

```
forkOS
 
::
 
IO
 
()
 
->
 
IO
 
ThreadId

```

- llançament de fil d'execució indicant numèricament el processador (capability) on cal executar-lo:[16]

```
forkOn
 
::
 
Int
 
->
 
IO
 
()
 
->
 
IO
 
ThreadId

```

- llançament de fil d'exec. amb funció per executar en acabar:[17]

```
forkFinally
 
::
 
IO
 
a
 
->
 
(
Either
 
SomeException
 
a
 
->
 
IO
 
()
)
 
{- enHaventAcabat -}
 
->
 
IO
 
ThreadId

```

### memòria transaccional: variablesTVar, i comunicació amb TMVar i TChan
- les TVar són variables de "Memòria transaccional per programari" de l'anglès "Software transactional memory" conegut per la sigla STM.
- TMVar i TChan són els equivalents transaccionals de MVar i Chan

Vegeu exemple #Concurrència condicionada amb TVars - Mònada STM - Memòria transaccional

### Futurs
Paral·lelització i espera d'accions o càlculs llançats asíncronament.

#### Encadenament de càlculs asíncrons - lamònadaPar
Permet combinar càlculs funcionals purs en paral·lel, encadenant resultats com a paràmetres de paral·lelitzacions subseqüents. Vegeu refs.
- La classe ParFuture especialitza una mònada modelant el comportament d'un objecte Futur: un objecte que havent engegat una acció asíncronament, possibilita l'obtenció del resultat posant el fil d'execució original en espera, fins que l'acció asíncrona acabi.

- La classe ParIVar especialitza la ParFuture modelant una Promesa: una especialització escribible d'un Futur que possibilita resoldre l'acció asíncrona assignant un resultat.

- El tipus (IVar a) és el de les variables d'assignació única, accessibles des de la tasca asíncrona i l'original.

- El tipus (Par (Ivar a)) instancia les classes ParFuture i ParIvar

```
{-# LANGUAGE PackageImports #-}

import
 
"monad-par"
 
Control.Monad.Par
 
(
Par
,
 
runPar
,
 
spawn
,
 
get
,
 
put
)
 
-- put permet donar valor a una Promesa (Futur assignable) abans no acabi

f
 
=
 
(
*
2
)

g
 
=
 
(
/
2
)

h
 
(
a
,
 
b
)
 
=
 
a
 
+
 
b

k
 
(
a
,
 
b
)
 
=
 
a
 
-
 
b

calcula_paral
·
lelitzant
 
::
 
Double
 
->
 
Par
 
(
Double
,
 
Double
)

calcula_paral
·
lelitzant
 
x
 
=
 
do

 
futur_fx
 
<-
 
spawn
 
(
return
 
(
f
 
x
))
 
-- engega l'avaluació en paral·lel de (f x)

 
futur_gx
 
<-
 
spawn
 
(
return
 
(
g
 
x
))
 
-- engega l'avaluació en paral·lel de (g x)

 
a
 
<-
 
get
 
futur_fx
 
-- espera que acabi el càlcul `fx` i n'obté el resultat

 
b
 
<-
 
get
 
futur_gx
 
-- espera que acabi el càlcul `gx` ...

 
futur_hab
 
<-
 
spawn
 
(
return
 
(
h
 
(
a
,
b
)))
 
-- engega en paral·lel (h (a,b))

 
futur_kab
 
<-
 
spawn
 
(
return
 
(
k
 
(
a
,
b
)))
 
-- ...

 
c
 
<-
 
get
 
futur_hab
 
-- espera resultat de `hab`

 
d
 
<-
 
get
 
futur_kab
 
-- espera resultat de `kab`

 
return
 
(
c
,
d
)

main
 
=
 
do

 
let
 
res
 
=
 
runPar
 
$
 
calcula_paral
·
lelitzant
 
4

 
print
 
res

```

```
cabal install monad-par
ghc --make -threaded -rtsopts -with-rtsopts=-N prova.hs
./prova
(10.0,6.0)

```

Per a càlculs que poden llançar excepcions, la biblioteca Async ofereix més varietats de tractament.

#### Operacions d'Entrada/Sortida asíncrones i simultànies
Amb la biblioteca Async. -- Futurs com a efecte global IO, amb implementació com a functor aplicatiu en el tipus Concurrently (implementa les classes Applicative i Alternative).

##### operacions asíncrones
- withAsync llança una operació IO asíncronament (sense esperar-ne la finalització) en un fil d'execució nou i n'assegura la terminació (basat en bracket sobre el recurs fil d'execució (obtenció de recurs: async io) (alliberament de recurs: cancel)).

- wait async atura el fil actual en espera que s'acabi l'op. asíncrona designada per async, oferint-ne el resultat, i propagant-ne l'excepció en cas que n'hi hagi. Si hi ha hagut excepció al fil asíncron serà rellançada al fil actual.
- waitBoth espera el resultat de dues accions asíncrones.
- waitEither espera el resultat de la primera que acabi; waitEitherCancel cancela la restant
- waitAny [Async a] espera la primera que acabi d'una llista d'accions asíncrones; waitAnyCancel cancela les restants

Hi ha versions amb el sufix Catch com waitCatch per caçar l'excepció del fil asíncron, retornant el resultat o l'error en un tipus Either, en comptes de rellançar l'excepció.
```
import
 
Control.Concurrent.Async
 
(
withAsync
,
 
wait
)

obtenirURLs
 
url1
 
url2
 
=
 
do

 
-- engega l'execució asíncrona d'una acció i n'associa el Futur a la var. async1

 
-- cas d'excepció dins el bloc de 'withAsync', avorta el fil d'execució de l'acció asíncrona

 
withAsync
 
(
getURL
 
url1
)
 
$
 
\
async1
 
->
 
do
 
-- el bloc que segueix s'executa al fil d'execució original

 
withAsync
 
(
getURL
 
url2
)
 
$
 
\
async2
 
->
 
do
 
-- engega l'execució asíncrona i la lliga a async2

 
page1
 
<-
 
wait
 
async1
 
-- espera que acabi async1 i en retorna el resultat

 
page2
 
<-
 
wait
 
async2
 
-- espera async2 ...

 
-- si es produeix una excepció dins l'acció asíncrona d'async1, és a dir (wait async1) peta, 

 
-- llavors el fil d'execució de l'acció d'async2 és avortat pel tractament d'excepcions del segon 'withAsync'

 
-- i així no queden fils d'execució en segon pla penjats.

 
return
 
(
page1
,
 
page2
)

```

##### combinadors d'operacions simultànies
A la mateixa biblioteca async:
- concurrently simultaneja dues operacions, i en retorna ambdós resultats.

```
concurrently
 
::
 
IO
 
a
 
->
 
IO
 
b
 
->
 
IO
 
(
a
,
 
b
)

```

- race simultaneja dues operacions retornant el resultat de la primera que acabi i avortant la restant.

```
race
 
::
 
IO
 
a
 
->
 
IO
 
b
 
->
 
IO
 
(
Either
 
a
 
b
)

```

- mapConcurrently mapeja una funció amb efectes col·laterals (a -> IO b) a una col·lecció de valors, i les executa simultàniament, retornant-ne la col·lecció de resultats.

```
mapConcurrently
 
::
 
Traversable
 
t
 
=>
 
(
a
 
->
 
IO
 
b
)
 
->
 
t
 
a
 
->
 
IO
 
(
t
 
b
)

```

##### L'efecte Concurrently
A més alt nivell el tipus Concurrently embolcalla l'operativa precedent en la implementació de les classes Applicative (aplicant l'esmentat combinador concurrently) i Alternative (aplicant race, per esperar la primera que acabi, cancel·lant les altres).
```
import
 
Control.Concurrent.Async
 
(
Concurrently
 
(
runConcurrently
))

obtenirURLs
 
url1
 
url2
 
url3
 
=
 
do

 
(
page1
,
 
page2
,
 
page3
)
 
<-
 
runConcurrently
 
$
 
-- runConcurrently és l'accessor del "newtype" Concurrently

 
-- combina aplicativament els resultats dels efectes Concurrently en una Tupla 

 
pure
 
(,,)
 
<*>
 
Concurrently
 
(
getURL
 
url1
)
 

 
<*>
 
Concurrently
 
(
getURL
 
url2
)

 
<*>
 
Concurrently
 
(
getURL
 
url3
)

-- la implementació d'Alternative (<|>) sobre Concurrently retorna la que acaba primer, cancel·lant les altres

ghci

Prelude
>:
m
 
+
 
Control
.
Applicative
 
Control
.
Concurrent
 
Control
.
Concurrent
.
Async
 
Control
.
Exception

Prelude
 
...>
 
:
{
 
let
 
esperaSegons
 
::
 
Int
 
->
 
IO
 
Int
 

 
esperaSegons
 
secs
 
=
 
threadDelay
 
(
secs
 
*
 
1000000
)
 
>>
 
return
 
secs

 
:
}

Prelude
 
...>
 
let
 
ca
 
=
 
Concurrently
 
$
 
esperaSegons
 
5

Prelude
 
...>
 
let
 
cb
 
=
 
Concurrently
 
$
 
esperaSegons
 
3

Prelude
 
...>
 
runConcurrently
 
$
 
ca
 
<|>
 
cb
 
-- amb l'op. (<|>) d'Alternative, avorta la que no acabi primer

3
 

Prelude
 
...>
 
let
 
cc
 
=
 
Concurrently
 
$
 
throwIO
 
$
 
userError
 
"excepció"
 
-- per provar el llançament d'excepcions

Prelude
 
...>
 
runConcurrently
 
$
 
ca
 
<|>
 
cb
 
<|>
 
cc
 
-- cc llança una excepció al fil asíncron que serà rellançada al principal

***
 
Exception:
 
user
 
error
 
(
excepció
)

```

### model d'àlgebra de processosCSP

#### Communicating Haskell Processes
La biblioteca "Communicating Haskell Processes" de la universitat de Kent implementa una àlgebra de processos CSP, basada en mònades.
Aquesta biblio. consta de diversos paquets. Cal el paquet chp-plus del Hackage per fer córrer els exemples de les guies.
Si p i q són processos, s'hi defineix, entre d'altres, els següents operadors de composició:
```
 
stop
 
-- :: CHP () -- CSP: STOP o bé 0

 
skip
 
-- :: CHP a -- CSP: SKIP

 
p
 
<->
 
q
 
-- alternativa, CSP: P | Q

 
p
 
<||>
 
q
 
-- paral·lelisme, CSP: P || Q

 
p
 
>>
 
q
 
-- seqüència, CSP: P; Q

 
forever
 
p
 
-- iteració, CSP: ∗P

 
p
 
</>
 
q
 
-- alternativa amb prioritat

 
p
 
<&>
 
q
 
-- sincronia (''join''), espera que ambdós processos hagin acabat.

```

El codi (per a GHC 6.10) ha quedat una mica desfasat. Per compilar a GHC 7.4 cal solucionar ambigüitats per la col·lisió de símbols afegits a les noves versions de les biblioteques emprades i un símbol desaparegut de les noves versions de QuickCheck que es troba a la versió 2.3.* Passos:
```
# -- Module 'Test.QuickCheck.Property' does not export `liftIOResult'

# -- Al compilar QuickCheck-2.3.0.2 -- couldn't deduce (Show a) from (Integral a) -- a la signatura de ''ranges''

# descarregar QuickCheck-2.3.0.2

# actualitzar la versió al fitxer .cabal afegint-hi .1 (Version: 2.3.0.2.1)

# modif. Test.QuickCheck.Text afegint (Show a) a la signatura de la funció ''ranges''

cabal
 
install

# -- solucionar al paquet "chp" mòdul Control.Concurrent.CHP.Clocks, l'ambigüitat dels símbols modifyTVar i modifyTVar'

# -- modifyTVar i modifyTVar' corresponen a funcions definides localment al mòdul

# import Control.Concurrent.STM hiding (modifyTVar, modifyTVar') 

# actualitzar la versió al fitxer .cabal afegint-hi .1

cabal
 
install

cabal
 
install
 
chp-plus
 
--constraint
=
QuickCheck
==
2
.3.0.2.1
 
--constraint
=
pretty
==
1
.1.0.*
 
--constraint
=
chp
==
num_versió_modificada

```

### model d'Actors
El model d'actors evita la problemàtica dels blocatges, mitjançant la concurrència per pas de missatges, aïllant les estructures compartides en processos indepentdents anomenats actors que en gestionen l'estat.

#### la biblio Actor
Implementa actors multi-canal despatxant, a la recepció, en comptes de per missatge, per llista de missatges de canals diferents.
Està en codi Haskell98 i caldrà seguir les instruccions a Compilador Haskell de Glasgow#Compilar codi antic Haskell98 amb GHC.

#### Cloud Haskell
Concurrència per pas de missatges per a sistemes distribuïts, a l'estil de l'Erlang. Aplica el model d'Actors als processos distribuïts de manera similar a les construccions del llenguatge i sistema concurrent distribuït de nodes de l'Erlang.

## Excepcions asíncrones
Les excepcions asíncrones, llançades des d'altres fils al propi, amb throwTo o bé killThread, tenen la seva problemàtica. La biblioteca safe-exceptions aporta una millora, discriminant el tractament de les síncrones i les asíncrones.

## Excepcions no tractades en els fils subordinats
Les excepcions en els fils que hem llançat, que salten sense ésser tractades, es poden recollir, en el fil d'exec. pare, mitjançant setUncaughtExceptionHandler.
```
setUncaughtExceptionHandler
 
::
 
(
SomeException
 
->
 
IO
 
()
)
 
->
 
IO
 
()

```

Vegeu exemple a "The Unhandled Exception Handler".

## Paral·lelisme

### Primitives de paral·lelisme - Compilació per a processadors multicor
Vegeu
par
par:: a → b → b —activa el càlcul del primer operand en paral·lel (que s'encua en espera d'una CPU disponible) mentre que el segon s'executa al fil d'exec. actual, retornant el resultat d'aquest darrer.
pseq
pseq:: a → b → b —avalua el primer operand en el fil d'exec. actual, de manera primerenca (estricta) i avalua el segon de manera tardana (lazy) quin resultat retorna. Vegeu "seq vs. pseq"
opció multiprocessador
L'opció -threaded de "ghc --make" relliga el programa amb la biblio. del Run Time System multiprocessador, emprant diversos fils d'execució del sistema per possibilitar el paral·lelisme, altrament el relliga amb la de l'RTS uniprocessador.
GHC conté un planificador de fils d'execució lleugers, llançats amb forkIO, que s'executen amb relació "M a N" sobre fils d'execució del sistema (1 per cada processador elemental present) anomenats Capability.
```
{-# LANGUAGE PackageImports #-}

 
import
 
"parallel"
 
Control.Parallel
 
(
par
,
 
pseq
)

 
parfib
 
::
 
Int
 
→
 
Integer

 
parfib
 
0
 
=
 
0

 
parfib
 
1
 
=
 
1

 
parfib
 
n
 
|
 
n
 
>
 
1
 
=
 
nf2
 
`
par
`
 
(
nf1
 
`
pseq
`
 
(
nf1
+
nf2
))
 
-- calc nf2 en un fil en paral·lel i nf1 al fil principal

 
-- i seqüencialment, al fil principal,

 
-- en acabar en retorna la suma

 
where
 
nf1
 
=
 
parfib
 
(
n
-
1
)

 
nf2
 
=
 
parfib
 
(
n
-
2
)

 
main
 
=
 
print
 
$
 
parfib
 
10

```

```
-- compilació amb -threaded per fer servir la biblio. "Run Time System multi-processador"—afegir -rtsopts per poder afegir paràmetres al llançador per a l'R.T.S.
```

```
ghc—make -threaded -rtsopts parfib.hs—execució mostrant estadístiques "+RTS -s". Afegirem -Nx per un nombre x de processadors elementals.
```

```
-- "si el 
user time
 (temps en mode usuari) és major que l
'
elapsed time
 (temps transcorregut)
-- és que s'ha emprat més d'un processador
[
40
]

-- proveu-ho també sense -Nx
```

```
-- per distingir les opcions d'execució específiques per al Haskell Run Time System de les del programa,
-- cal escriure els params. per al Haskell després de +RTS
-- i tancar amb -RTS si volem afegir, tot seguit, params. per al programa.
```

./parfib +RTS -s -N2

#### Estratègies
Les estratègies són funcions de coordinació de l'execució.
Vegeu també
Per assegurar la constància dels resultats de les operacions, executades amb par i pseq, possiblement en fils d'execució paral·lels, convé seqüenciar-ne les operacions per garantir-ne els resultats. La mònada Eval serveix per aquest fi.
```
import
 
Control.Category
 
((
>>>
))
 
--- f >>> g = g. f

data
 
Eval
 
a
 
=
 
Done
 
{
 
runEval
 
::
 
a
 
}

-- aquest tipus genera els operadors inversos (constructor i accessor) dels registres d'un sol component:

-- Done :: a → Eval a

-- runEval :: Eval a → a

-- instanciem la classe mònada sobre el tipus ''Eval a'' per seqüenciar les operacions

instance
 
Monad
 
Eval
 
where

 
return
 
x
 
=
 
Done
 
x

 
Done
 
x
 
>>=
 
f
 
=
 
f
 
x

-- elevem ''par'' i ''pseq'' al tipus de la mònada amb les funcions rpar i rseq

rseq
,
 
rpar
 
::
 
a
 
→
 
Eval
 
a

rseq
 
x
 
=
 
x
 
`
pseq
`
 
return
 
x

rpar
 
x
 
=
 
x
 
`
par
`
 
return
 
x

-- reescribint nfib

nfib
 
::
 
Int
 
→
 
Int

nfib
 
n
 
|
 
n
 
<=
 
1
 
=
 
1

 
|
 
otherwise
 
=
 
runEval
 
$
 
do

 
x
 
<-
 
rpar
 
(
nfib
 
(
n
-
1
))

 
y
 
<-
 
rseq
 
(
nfib
 
(
n
-
2
))

 
return
 
(
x
 
+
 
y
)

-----

-- ara, al tipus de ''rpar'' i ''rseq'' l'anomenarem "estratègia"

type
 
Strategy
 
a
 
=
 
a
 
→
 
Eval
 
a

-- avalua amb l'estratègia

withStrategy
 
::
 
Strategy
 
a
 
→
 
a
 
→
 
a

withStrategy
 
strat
 
e
 
=
 
runEval
 
(
strat
 
e
)

-- using és withStrategy amb els param. canviats, per a ésser emprat com a op. infix

using
 
==
 
flip
 
withStrategy

-- composició seqüencial d'estratègies

dot
 
::
 
Strategy
 
a
 
→
 
Strategy
 
a
 
→
 
Strategy
 
a

-- strat2 `dot` strat1 == withStrategy strat1 >>> strat2

```

Estratègies típiques:
```
r0
 
-- estratègia buida (no avalua res), elem. neutre de la combinació ''dot''

rseq
 
-- avalua a WHNF (Weak Head Normal Form)

rdeepseq
 
-- avalua a Forma Normal

rpar
 
-- encua l'avaluació per l'execució en paral·lel (''spark'')

----

evalList
 
::
 
Strategy
 
a
 
→
 
Strategy
 
[
a
]
 
-- estratègia per aplicar a una llista l'estratègia del primer arg.

parList
 
::
 
Strategy
 
a
 
→
 
Strategy
 
[
a
]
 
-- estratègia per aplicar a una llista, paral·lelitzant, l'estratègia del primer arg.

parMap
 
::
 
Strategy
 
b
 
->
 
(
a
 
->
 
b
)
 
->
 
[
a
]
 
->
 
[
b
]

```

- parMap: combinador típic, (parMap estrat f llista) aplica (map f) a llista i avalua la llista resultant amb l'estratègia (parList estrat).[45]

Compte! parMap no s'ha d'utilitzar amb l'estratègia rpar, ja que activaria l'execució paral·lela doblement per cada element
```
parMap
 
estrat
 
f
 
=
 
withStrategy
 
(
parList
 
estrat
)
.
 
map
 
f

```

Càlcul típic amb estratègies.
```
{-# LANGUAGE PackageImports #-}

import
 
"parallel"
 
Control.Parallel.Strategies
 
(
parMap
,
 
rpar
,
 
rseq
)

import
 
Control.Category
 
((
>>>
))
 
--- f >>> g = g. f

-- parMap :: Strategy b → (a → b) → [a] → [b]

-- parMap strat f = map f >>> withStrategy (parList strat)

càlcul
 
x
 
=
 
2
 
*
 
sqrt
 
x

mapejaEnParal
·
lel
 
=
 
parMap
 
rseq
 
-- avalua en paral·lel a WHNF (per rseq)

resultatsDelCàlculEnParal
·
lel
 
=
 
mapejaEnParal
·
lel
 
càlcul
 
(
llista
 
2
)

 
where
 
llista
 
n
 
=
 
[
n
..
1100000
]
 
::
 
[
Double
]

main
 
=
 
print
 
$
 
sum
 
resultatsDelCàlculEnParal
·
lel

```

compilació i exec.
```
# cal compilar amb "-rtsopts" per poder afegir opcions del RunTimeSystem en temps d'execució

ghc
 
--make
 
-threaded
 
-rtsopts
 
prova.hs

# opcions: estadístiques: -s,

# utilitza tots els nuclis de CPU: -N,

# pila de 100MB: -K100m

./prova
 
+RTS
 
-K100m
 
-s
 
-N

```

Exemple: #Reducció en paral·lel mitjançant estratègies.

### Paral·lelisme de dades
Tractament paral·lel de dades basat en biblioteques ad-hoc.
- procés paral·lel de vectors pluridimensionals
- "Data parallel haskell"
- Ús de les instruccions vectoritzades SIMD (Single Instruction Multiple Data) de les CPU.
- Paral·lelisme GPGPU

Vegeu Compilador Haskell de Glasgow#Paral·lelisme de dades

## Exemples de concurrència

### Concurrència simple amb MVars - Productor-consumidor
Amb variables de sincronització per baldes (blocants) MVar.
forkIOEngega fil d'execució lleuger del planificador del Haskell en multiprocés cooperatiu.
putMVar mvar valorbloca el fil d'execució si la variable MVar és plena (ocupada) fins que estigui disponible (buida); llavors l'omple amb el valor i continua.
takeMVar mvarbloca el fil d'execució si la variable MVar és buida fins que la li omplin; llavors en recupera el valor, la deixa buida i continua.
```
module
 
Main
(
main
)
 
where

import
 
Control.Concurrent
 
(
forkIO
,
 
threadDelay
,
 
MVar
,
 
newEmptyMVar
,
 
putMVar
,
 
takeMVar
)

import
 
Control.Exception
 
(
finally
)

import
 
Control.Monad
 
(
forM_
,
 
when
)

import
 
System.IO
 
(
stdout
,
 
hFlush
)

import
 
Text.Printf
 
(
printf
)

import
 
Data.Time.Clock
 
(
getCurrentTime
)

import
 
Data.Time.LocalTime
 
(
utcToLocalZonedTime
)

import
 
Data.Time.Format
 
(
FormatTime
,
 
formatTime
,
 
defaultTimeLocale
)

obtenir_hora
 
::
 
IO
 
String

obtenir_hora
 
=
 
do

 
local_t
 
<-
 
getCurrentTime
 
>>=
 
utcToLocalZonedTime

 
return
 
$
 
formatTime
 
defaultTimeLocale
 
"%T"
 
local_t

productor
 
::
 
MVar
 
Int
 
->
 
IO
 
()

productor
 
mv_bústia
 
=
 
do

 
forM_
 
[
3
,
2
..
0
]
 
$
 
\
compte_enrere
 
->
 
do
 
-- per als valors de la llista

 
threadDelay
 
1000000
 
-- espera microsegons

 
putMVar
 
mv_bústia
 
compte_enrere
 
-- espera disponibilitat i posa valor a la MVar

consumidor
 
::
 
MVar
 
Int
 
->
 
IO
 
()

consumidor
 
mv_bústia
 
=
 
do

 
x
 
<-
 
takeMVar
 
mv_bústia
 
-- espera la MVar, se n'apropia el contingut i el retorna

 
hora
 
<-
 
obtenir_hora

 
printf
 
"%s - consumidor: recollit %d
\n
"
 
hora
 
x

 
hFlush
 
stdout

 
when
 
(
x
 
>
 
0
)
 
$
 
consumidor
 
mv_bústia
 
-- tornem-hi, si no és el darrer valor de x

main
 
=
 
do

 
-- nova MVar per la sicronització productor / consumidor

 
mv_bústia
 
<-
 
newEmptyMVar
 
::
 
IO
 
(
MVar
 
Int
)

 
-- noves MVar per la sincronització de finalització de fil d'exec. com a semàfors binaris

 
mv_fi_prod
 
<-
 
newEmptyMVar
 
::
 
IO
 
(
MVar
 
Bool
)

 
mv_fi_consum
 
<-
 
newEmptyMVar
 
::
 
IO
 
(
MVar
 
Bool
)

 
-- forkIO: engega fil d'execució

 
consumidor_id
 
<-
 
forkIO
 
$
 
consumidor
 
mv_bústia
 
`
finally
`

 
putMVar
 
mv_fi_consum
 
True
 
-- assenyala l'acabament a la MVar

 
-- despertant el primer dels fils blocats per la mateixa

 
productor_id
 
<-
 
forkIO
 
$
 
productor
 
mv_bústia
 
`
finally
`

 
putMVar
 
mv_fi_prod
 
True
 
-- assenyala l'acabament a la MVar

 
-- emulem amb MVar's la feina de ''pthread_join()'' de l'Unix

 
-- per esperar la finalització dels fils d'exec. creats

 
takeMVar
 
mv_fi_prod
 
-- espera la fi del productor (MVar com a semàfor binari)

 
takeMVar
 
mv_fi_consum
 
-- espera la fi del consumidor

 
putStrLn
 
"fi del programa"

```

produeix la sortida següent:
```
11:32:03 - consumidor: recollit 3
11:32:04 - consumidor: recollit 2
11:32:05 - consumidor: recollit 1
11:32:06 - consumidor: recollit 0
fi del programa
```

### Client-servidor - Canals amb cues d'entrada (Chan)
Client-servidor, canalitzant la impressió
Canals no acotats (en la dimensió de la cua) (Control.Concurrent.Chan)"de primera classe" (és a dir, que es pot passar com a paràmetre)
- forkIO: Engega fil d'execució lleuger del planificador del Haskell.
- forkOS: engega un fil lligat a un del sistema operatiu, per al cas de voler utilitzar característiques dels fils d'exec. del sistema, com ara crides FFI a biblioteques del sistema o bé allotjament lligat al fil.[12]
- comunic. per cues il·limitades

writeChan canalafegeix a la cua il·limitada i retorna tot seguit (sense blocar) (comunicació asíncrona).
readChan canalbloca si la cua del canal és buida

- resposta per MVars
- semàfors:

newQSem valorInicialnou semàfor
signalQSem semàforincrementa semàfor i assenyala
waitQSem semàforsi semàfor > 0 llavors decrementa i continua, sinó espera

- A l'exemple el client encua al canal torn, el parell (comanda, ref. resposta (mv_resposta)), i queda a l'espera de la resposta.

```
module
 
Main
(
main
)
 
where

import
 
Control.Concurrent
 
(
forkIO
,
 
forkOS
,
 
threadDelay
,

 
MVar
,
 
newEmptyMVar
,
 
putMVar
,
 
takeMVar
,
 
tryPutMVar
)

import
 
Control.Concurrent.Chan
 
(
Chan
,
 
newChan
,
 
readChan
,
 
writeChan
)

import
 
Control.Concurrent.QSem
 
(
newQSem
,
 
signalQSem
,
 
waitQSem
)

import
 
Control.Exception
 
(
finally
)

import
 
Data.IORef
 
(
IORef
,
 
newIORef
,
 
readIORef
,
 
writeIORef
,
 
modifyIORef
)

import
 
Control.Monad
 
(
forM_
,
 
when
)

import
 
System.IO
 
(
stdout
,
 
hFlush
)

import
 
Text.Printf
 
(
printf
)

import
 
Data.Time.Clock
 
(
getCurrentTime
)

import
 
Data.Time.LocalTime
 
(
utcToLocalZonedTime
)

import
 
Data.Time.Format
 
(
FormatTime
,
 
formatTime
,
 
defaultTimeLocale
)

import
 
Data.Function
 
((
&
))
 
-- (&): aplicació cap enrere

data
 
TInfo
 
=
 
InfoDelClient
 
Int
 
|
 
InfoDelServidor
 
String
 
Int
 
|
 
InfoPlega
 
-- missatges a l'informador

type
 
Canal_Comanda
 
=
 
Chan
 
(
Int
,
 
MVar_Resposta
)

type
 
MVar_Resposta
 
=
 
MVar
 
Int

type
 
Canal_Info
 
=
 
Chan
 
TInfo

obtenir_hora
 
::
 
IO
 
String
 
-- formulació alternativa amb 'fmap':

obtenir_hora
 
=
 
getCurrentTime
 
>>=
 
utcToLocalZonedTime
 
-- (>>=) i (&) tenen la mateixa precedència i assoc.: infixl 1

 
&
 
fmap
 
(
formatTime
 
defaultTimeLocale
 
"%T"
)

client
 
::
 
Canal_Comanda
 
->
 
Canal_Info
 
->
 
IO
 
()

client
 
chan_torn
 
chan_info
 
=
 
do

 
forM_
 
[
3
,
2
..
0
]
 
$
 
\
cnt
 
->
 
do
 
-- llista de valors a passar, finalitzant en zero

 
threadDelay
 
1000000
 
-- espera microsegons

 
writeChan
 
chan_info
 
(
InfoDelClient
 
cnt
)
 
-- no bloca (asíncron, encua al canal i continua)

 
mv_resposta
 
<-
 
newEmptyMVar
 
::
 
IO
 
(
MVar
 
Int
)

 
-- encua la comanda passant la ref. de la mvar de resposta.

 
writeChan
 
chan_torn
 
(
cnt
,
 
mv_resposta
)

 
takeMVar
 
mv_resposta
 
-- bloca (espera resposta per continuar)

obtenir_resposta
 
::
 
Int
 
->
 
IORef
 
Int
 
->
 
IO
 
Int

obtenir_resposta
 
x
 
ref_estat
 
=
 
readIORef
 
ref_estat
 
>>=
 
(
\
s
 
->
 
return
 
(
s
+
x
))
 
-- la que vulgueu

servidor
 
::
 
Canal_Comanda
 
->
 
Canal_Info
 
->
 
IORef
 
Int
 
->
 
IO
 
()

servidor
 
chan_torn
 
chan_info
 
ref_estat
 
=
 
do

 
(
x
,
 
mv_resposta
)
 
<-
 
readChan
 
chan_torn
 
-- bloca fins obtenir comanda al chan_torn

 
hora
 
<-
 
obtenir_hora

 
resp
 
<-
 
obtenir_resposta
 
x
 
ref_estat

 
tryPutMVar
 
mv_resposta
 
resp
 
-- respon si és possible

 
writeChan
 
chan_info
 
(
InfoDelServidor
 
hora
 
x
)
 
-- no bloca (asíncron, encua al canal i continua)

 
-- mentre rebem x > 0 fem bucle, altrament acaba.

 
when
 
(
x
 
>
 
0
)
 
$
 
servidor
 
chan_torn
 
chan_info
 
ref_estat
 
-- tornem-hi, si no tenim el darrer valor de x

-- informador: gestiona sortides a ''stdout'' en un sol fil d'execució

informador
 
::
 
Canal_Info
 
->
 
IO
 
()

informador
 
chan_info
 
=
 
do

 
info
 
<-
 
readChan
 
chan_info
 
-- bloca si la cua és buida

 
case
 
info
 
of

 
InfoDelClient
 
intValor
 
->
 
do

 
printf
 
"client: comanda %d
\n
"
 
intValor

 
hFlush
 
stdout

 
informador
 
chan_info
 
-- tornem-hi

 
InfoDelServidor
 
strHora
 
intValor
 
->
 
do

 
printf
 
"%s - servidor: recollit %d
\n
"
 
strHora
 
intValor

 
hFlush
 
stdout

 
informador
 
chan_info
 
-- tornem-hi

 
InfoPlega
 
->
 
return
 
()
 
-- acaba

main
 
=
 
do

 
ref_estat
 
<-
 
newIORef
 
0
 
::
 
IO
 
(
IORef
 
Int
)
 
-- ref. no sincronitzada (la manipula un sol fil)

 
chan_torn
 
<-
 
newChan
 
::
 
IO
 
(
Canal_Comanda
)
 
-- cua de comandes al servidor

 
chan_informacio
 
<-
 
newChan
 
::
 
IO
 
(
Canal_Info
)
 
-- cua d'impressió

 
-- semàfors per a l'espera d'acabament dels fils d'execució

 
semàfor
 
<-
 
newQSem
 
0
 
-- semàfor per a client i servidor

 
mv_fi_info
 
<-
 
newEmptyMVar
 
::
 
IO
 
(
MVar
 
Bool
)
 
-- semàfor amb MVar per a l'informador

 
-- malgrat que la gestió de ''stdout'' pel fil d'exec. de l'informador

 
-- no requereix ''bound threads'', li poso el forkOS per trencar el tabú.

 
informador_id
 
<-
 
forkOS
 
{- per les crides externes -}
 
$
 
informador
 
chan_informacio

 
`
finally
`
 
putMVar
 
mv_fi_info
 
True

 
servidor_id
 
<-
 
forkIO
 
$
 
servidor
 
chan_torn
 
chan_informacio
 
ref_estat

 
`
finally
`
 
signalQSem
 
semàfor
 
-- incrementa semàfor i assenyala

 
client_id
 
<-
 
forkIO
 
$
 
client
 
chan_torn
 
chan_informacio

 
`
finally
`
 
signalQSem
 
semàfor
 
-- incrementa semàfor i assenyala

 
-- espera finalització dels dos processos, el client i el servidor

 
waitQSem
 
semàfor
 
-- espera fins que semàfor > 0, llavors decrementa i continua

 
waitQSem
 
semàfor
 
-- espera fins que semàfor > 0, llavors decrementa i continua

 
writeChan
 
chan_informacio
 
InfoPlega

 
takeMVar
 
mv_fi_info
 
-- espera fi informador

 
putStrLn
 
"fi del programa"

```

dona la següent sortida:
```
client: comanda 3
15:18:55 - servidor: recollit 3
client: comanda 2
15:18:56 - servidor: recollit 2
client: comanda 1
15:18:57 - servidor: recollit 1
client: comanda 0
15:18:58 - servidor: recollit 0
fi del programa

```

### Concurrència condicionada amb variables transaccionals (TVar) - Mònada STM (transaccions de memòria per programari)
Només al compilador GHC. Les transaccions de memòria eviten blocar els fils d'execució, descartant canvis a les variables transaccionals si no es completa, excepte en cas que hi posem condicions forçant el reintent amb la clàusula "retry".
L'evolució de la transacció es modela com a aplicacions en una Mònada STM, inicials de "Software Transactional Memory".
En aquest exemple les transaccions s'efectuen sobre variables transaccionals TVar (accés sincronitzat per STM) i s'encapsulen en una mònada STM.
També substituïm les MVar (comunic. síncrona) per TMVar, i les Chan (comunic. asíncrona) per TChan, per quedar lliures de problemes de bloquejos.
atomicallyavalua una expressió de la mònada STM, admetent o tot o no res dels canvis a les variables transaccionals, oferint el resultat com a efecte global (mònada IO).
retryprovoca el reintent si no es donen les condicions esperades i reintenta una transacció alternativa per la branca "orElse" si existeix, i si no, bloca el fil d'execució fins que es modifiqui alguna de les variables transaccionals implicades en la transacció.
orElseintrodueix una transacció alternativa, que s'avalua si la precedent fa "retry"
alwayscomprova invariant i si falla, dispara un error "Transactional invariant violation" finalitzant el programa
catchSTMatrapa excepcions dins la mònada STM
A partir de GHC 6.12, STM desapareix de la biblioteca pral. i, si no s'ha fet la instal·lació amb la Plataforma Haskell que l'incorpora, caldrà carregar el paquet stm del Hackage.
- La concurrència a l'exemple utilitza la biblioteca Async:[54]

withAsync acció_io $ \ async -> altres accions al fil d'exec. originalllença l'acció_io en un altre fil d'execució, asíncronament i continua amb les altres accions
wait asyncespera finalització del fil d'exec. llançat asíncronament, identificat per async i en retorna el resultat

```
{-| transaccions als comptes; fitxer stm_part1.hs -}

{-# LANGUAGE PackageImports #-}

module
 
Stm_part1
 
(
aporta_quan_cal_i_obtenir_saldo
,

 
carrega_en_un_o_altre_compte

)
 
where

import
 
"stm"
 
Control.Monad.STM
 
(
STM
,
 
retry
,
 
orElse
,
 
always
)

import
 
"stm"
 
Control.Concurrent.STM.TVar
 
(
TVar
,
 
readTVar
,
 
writeTVar
)

import
 
Control.Monad
 
(
when
)

saldo_baix
 
=
 
4

aporta_quan_saldo_baix
 
::
 
TVar
 
Int
 
->
 
Int
 
->
 
STM
 
()

aporta_quan_saldo_baix
 
tv_compte
 
aportacio
 
=
 
do

 
saldo
 
<-
 
readTVar
 
tv_compte

 
when
 
(
saldo
 
>
 
saldo_baix
)
 
retry
 
-- bloca mentre no calgui afegir-hi diners,

 
-- fins que es modifiqui alguna TVar, llavors reintenta

 
let
 
nou_saldo
 
=
 
saldo
 
+
 
aportacio

 
writeTVar
 
tv_compte
 
nou_saldo
 
-- executa l'aportació

invariant
 
::
 
TVar
 
Int
 
->
 
STM
 
Bool

invariant
 
tv_compte
 
=
 
do

 
saldo
 
<-
 
readTVar
 
tv_compte

 
return
 
$
 
saldo
 
>=
 
0

retira_fons
 
::
 
TVar
 
Int
 
->
 
Int
 
->
 
STM
 
()

retira_fons
 
tv_compte
 
quantitat
 
=
 
do

 
saldo
 
<-
 
readTVar
 
tv_compte

 
when
 
(
saldo
 
<
 
quantitat
)
 
retry
 
-- si no hi ha saldo reintenta la transacció alternativa

 
-- o bloca i torna a la inicial si no hi ha més alternatives

 
writeTVar
 
tv_compte
 
$
 
saldo
 
-
 
quantitat

 
always
 
$
 
invariant
 
tv_compte
 
-- comprova invariant de la transacció

carrega_en_un_o_altre_compte
 
::
 
TVar
 
Int
 
->
 
TVar
 
Int
 
->
 
Int
 
->
 
STM
 
Int

carrega_en_un_o_altre_compte
 
tv_compteA
 
tv_compteB
 
quantitat
 
=
 
do

 
retira_fons
 
tv_compteA
 
quantitat
 
`
orElse
`
 
-- alternativa de transacció

 
retira_fons
 
tv_compteB
 
quantitat

 
saldoA
 
<-
 
readTVar
 
tv_compteA

 
saldoB
 
<-
 
readTVar
 
tv_compteB

 
return
 
$
 
saldoA
 
+
 
saldoB

aporta_quan_cal_i_obtenir_saldo
 
::
 
TVar
 
Int
 
->
 
TVar
 
Int
 
->
 
Int
 
->
 
STM
 
Int

aporta_quan_cal_i_obtenir_saldo
 
tv_compteA
 
tv_compteB
 
quantitat
 
=
 
do

 
aporta_quan_saldo_baix
 
tv_compteB
 
quantitat

 
saldoA
 
<-
 
readTVar
 
tv_compteA

 
saldoB
 
<-
 
readTVar
 
tv_compteB

 
return
 
$
 
saldoA
 
+
 
saldoB

```

Principal engegant fils d'execució per a creditor, deutor i informador (que gestiona stdout).
```
{-| fitxer stm_main.hs -}

{-# LANGUAGE PackageImports, ScopedTypeVariables #-}

module
 
Main
(
main
)
 
where

-- import Prelude hiding (catch) -- obsolet, 'catch' ja no és al Prelude

import
 
Stm_part1

import
 
"async"
 
Control.Concurrent.Async
 
(
withAsync
,
 
wait
,
 
asyncThreadId
)
 
-- futurs

import
 
Control.Concurrent
 
(
threadDelay
,
 
killThread
)

import
 
"stm"
 
Control.Monad.STM
 
(
STM
,
 
atomically
)

import
 
"stm"
 
Control.Concurrent.STM.TVar
 
(
TVar
,
 
newTVar
)

-- import "stm" Control.Concurrent.STM.TMVar (TMVar, newEmptyTMVarIO, putTMVar, takeTMVar) -- versió antiga

import
 
"stm"
 
Control.Concurrent.STM.TChan
 
(
TChan
,
 
newTChan
,
 
readTChan
,
 
writeTChan
)

import
 
Control.Exception
 
(
SomeException
,
 
catch
,
 
finally
,
 
mask_
)

import
 
Control.Monad
 
(
forM_
,
 
forever
)

import
 
System.IO
 
(
stdout
,
 
hFlush
)

import
 
Text.Printf
 
(
printf
)

default
 
(
Int
,
 
Double
)
 
-- seq. de tipus per resoldre ambigüitats dels literals numèrics

data
 
TInfo
 
=
 
InfoDelCreditor
 
Int
 
Int
 
|
 
InfoDelDeutor
 
Int
 
|
 
InfoPlega
 
-- missatges a l'informador

pagament
 
=
 
3

-- creditor passa rebuts al cobrament de manera periòdica

creditor
 
::
 
TVar
 
Int
 
->
 
TVar
 
Int
 
->
 
TChan
 
TInfo
 
->
 
IO
 
()

creditor
 
tv_compteA
 
tv_compteB
 
tchan_informacio
 
=
 
do

 
forM_
 
[
1
..
6
]
 
$
 
\
període
 
->
 
do
 
-- per als períodes de la llista

 
threadDelay
 
1000000
 
-- espera final del període (en microsegons)

 
-- carrega en un o altre compte

 
saldo_conjunt
 
<-
 
atomically
 
$
 
carrega_en_un_o_altre_compte
 
tv_compteA
 
tv_compteB
 
pagament

 
-- informa del cobrament

 
atomically
 
$
 
writeTChan
 
tchan_informacio
 
$
 
InfoDelCreditor
 
període
 
saldo_conjunt

-- deutor aporta diners al compte, quan el saldo baixa per sota d'un valor ''saldo_baix''

deutor
 
::
 
TVar
 
Int
 
->
 
TVar
 
Int
 
->
 
TChan
 
TInfo
 
->
 
IO
 
()

deutor
 
tv_compteA
 
tv_compteB
 
tchan_informacio
 
=
 
do

 
(
forever
 
$
 
do

 
-- mask_ emmascara interrupcions asíncrones (externes) (ex. killThread que llançarem des del fil principal)

 
mask_
 
$
 
do
 
-- amb mask_, el bloc no serà interromput

 
saldo_conjunt
 
<-
 
atomically
 
$
 
aporta_quan_cal_i_obtenir_saldo
 
tv_compteA
 
tv_compteB
 
pagament

 
-- informa de la nova aportació

 
atomically
 
$
 
writeTChan
 
tchan_informacio
 
$
 
InfoDelDeutor
 
saldo_conjunt

)

 
`
catch
`
 
(
\
(
_excep
 
::
 
SomeException
)
 
->
 
return
 
()
)
 
-- cas d'excepció asíncrona "killThread" del fil principal, acaba

-- informador: gestiona sortides a ''stdout'' en un sol fil d'execució

-- vehicula missatges a imprimir a través del canal transaccional TChan (versió transac. de Chan)

informador
 
::
 
TChan
 
TInfo
 
->
 
IO
 
()

informador
 
tchan_informacio
 
=
 
do

 
info
 
<-
 
atomically
 
$
 
readTChan
 
tchan_informacio
 
-- bloca mentre canal buit

 
case
 
info
 
of

 
InfoDelCreditor
 
període
 
saldo
 
->
 
do

 
printf
 
"creditor: període %d, saldo %d
\n
"
 
període
 
saldo

 
hFlush
 
stdout

 
informador
 
tchan_informacio
 
-- tornem-hi

 
InfoDelDeutor
 
saldo
 
->
 
do

 
printf
 
"deutor: saldo %d
\n
"
 
saldo

 
hFlush
 
stdout

 
informador
 
tchan_informacio
 
-- tornem-hi

 
InfoPlega
 
->
 
return
 
()

main
 
=
 
do

 
tv_compteA
 
<-
 
atomically
 
$
 
newTVar
 
10
 
-- compte A

 
tv_compteB
 
<-
 
atomically
 
$
 
newTVar
 
4
 
-- compte B

 
tchan_informacio
 
<-
 
atomically
 
(
newTChan
 
::
 
STM
 
(
TChan
 
TInfo
))
 
-- canal per a la informació a imprimir

 
-- llança "informador" en un altre fil d'execució, i executa el bloc "do" al fil principal

 
withAsync
 
(
informador
 
tchan_informacio
)
 
$
 
\
asyncInformador
 
->
 
do
 

 
withAsync
 
(
deutor
 
tv_compteA
 
tv_compteB
 
tchan_informacio
)
 
$
 
\
asyncDeutor
 
->
 
do

 
withAsync
 
(
creditor
 
tv_compteA
 
tv_compteB
 
tchan_informacio
)
 
$
 
\
asyncCreditor
 
->
 
do

 
wait
 
asyncCreditor
 
-- espera que acabi el fil del creditor

 
killThread
 
(
asyncThreadId
 
asyncDeutor
)
 
-- genera excepció asíncrona al fil de asyncDeutor

 
wait
 
asyncDeutor
 
-- espera que acabi el fil del deutor

 
atomically
 
$
 
writeTChan
 
tchan_informacio
 
InfoPlega
 
-- afegeix ordre de plegar al canal de l'informador

 
wait
 
asyncInformador
 
-- espera que acabi el fil de l'informador

 
putStrLn
 
"fi del programa"

```

Compilació i exec.
```
ghc --make -threaded stm_part1.hs stm_main.hs -o stm_main
./stm_main
```

## Exemples de paral·lelisme

### Reducció en paral·lel mitjançantestratègies
```
{-# LANGUAGE PackageImports #-}

import
 
"parallel"
 
Control.Parallel.Strategies

import
 
"HUnit"
 
Test.HUnit
 

import
 
Control.Exception
 
as
 
CE

-- de la definició: type Strategy a = a -> Eval a

estratSumaSegment
 
::
 
Num
 
a
 
=>
 
Strategy
 
[
a
]

-- equival a

-- estratSumaSegment :: Num a => [a] -> Eval [a]

estratSumaSegment
 
llista
 
=
 
rseq
 
[
sum
 
llista
]
 
-- avalua la suma d'un segment en un fil embolcallant el resultat en el mateix tipus de contenidor que l'origen

-- parteix llista en segments de n elements

segments
 
::
 
Int
 
->
 
[
a
]
 
->
 
[[
a
]]

segments
 
_
 
[]
 
=
 
[
[]
]

segments
 
n
 
xs
 
=
 
if
 
null
 
zs
 
then
 
[
ys
]

 
else
 
ys
 
:
 
segments
 
n
 
zs
 
-- recursivitat final diferida (''mòdulo cons'')

 
where
 
(
ys
,
 
zs
)
 
=
 
splitAt
 
n
 
xs
 
-- parteix a l'índex n

sumaEnParal
·
lel
 
::
 
Num
 
a
 
=>
 
Int
 
->
 
[
a
]
 
->
 
a

sumaEnParal
·
lel
 
llargadaSegment
 
llista
 
=
 
CE
.
assert
 
(
llargadaSegment
 
>
 
1
)
 
-- precondició

 
$
 
sum
 
$
 
concat
 
totalsSegments

 
where

 
totalsSegments
 
=
 
segments
 
llargadaSegment
 
llista

 
`
using
`
 
parList
 
estratSumaSegment
 
-- avalua, paral·lelitzant, cadascun dels segments

prova
 
llista
 
=
 
TestCase
 
(
assertEqual
 
msg
 
esperat
 
calculat
)

 
where

 
calculat
 
=
 
sumaEnParal
·
lel
 
1000
 
llista

 
esperat
 
=
 
sum
 
llista

 
msg
 
=
 
"sumaEnParal·lel en segments de 1000"

tests
 
=
 
TestList
 
[
TestLabel
 
"test1"
 
$
 
prova
 
[
1
..
10000
]]

main
 
=
 
runTestTT
 
tests

```